# Det roterande jugoslaviska presidentrådet
Jugoslavien styrdes från 1969 av ett roterande presidentråd som bestod av 22 medlemmar - 3 medlemmar från varje republik och två från varje autonom provins. De valdes av republikernas och provinsernas parlament för 5 år. Från detta organ valdes en president och en vicepresident för ett år i en bestämd ordning så att varje nationell grupp i tur och ordning fick vara president.